# Dam (Hollande-Septentrionale)
Pour les articles homonymes, voir Dam.
Dam est une localité située dans la commune néerlandaise de Hollands Kroon, dans la province de la Hollande-Septentrionale.